# Louis van Houtte

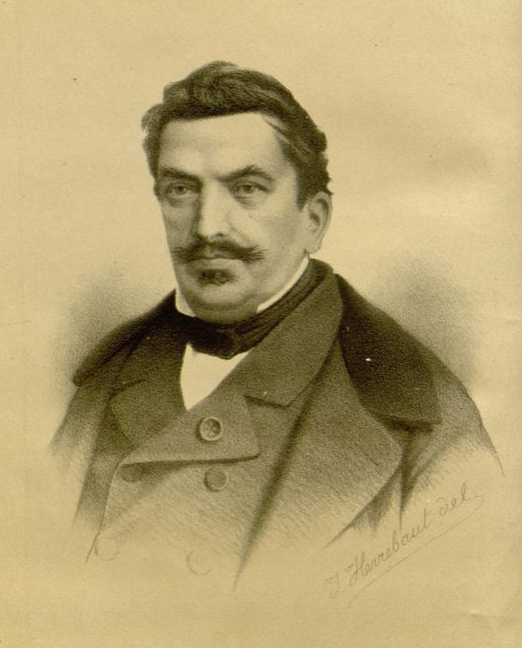
Louis Benoît van Houtte

Louis Benoît van Houtte (* 29. Juni 1810 in Ypern; † 9. Mai 1876 in Gentbrugge (heute zu Gent gehörend)) war ein belgischer Botaniker, Pflanzensammler und Baumschulbesitzer. Sein offizielles botanisches Autorenkürzel lautet „Van Houtte“. 

## Leben
Louis van Houtte wurde am 29. Juni 1810 als einziger Sohn des Ehepaares Timothee Van Houtte und Isabelle, geborene De Witte, in Ypern geboren. Die Familie war wohlhabend und die ersten Jahre seiner Kindheit waren sehr behütet. Schon früh entdeckte er sein Interesse für Pflanzen und pflegte im Garten der Familie ein eigenes Blumenbeet. Am 2. März 1821 verstarb jedoch sein Vater im Alter von nur 53 Jahren. Van Houtte wohnte zunächst weiter mit seiner Mutter in Ypern. Als er 15 Jahre alt war, ging er auf Vermittlung des französischen Generals Joseph François Durutte, der mit der Familie befreundet war, nach Paris, um dort die Handelsschule École supérieure de commerce zu besuchen. Er studierte hier fast drei Jahre lang. Seine Freizeit nutzte er für Besuche im Botanischen Garten sowie für botanische Studien in privaten Gärten und Parks.
Als seine Mutter jedoch innerhalb kurzer Zeit einen Großteil des Familienvermögens verlor, musste er das Studium abbrechen. Durch ein Empfehlungsschreiben des General Lafayette fand er eine Anstellung bei einer Bank im französischen Clermont-Ferrand, wodurch es ihm möglich war, seine Mutter, die ihm dorthin gefolgt war, finanziell zu unterstützen. Auch in den zwei Jahren, die er in Clermont-Ferrand verbrachte, fuhr er mit seinen botanischen Studien fort.
Während der belgischen Revolution 1830 schloss er sich den Aufständischen an und kämpfte für die Unabhängigkeit Belgiens. Anschließend kehrte er in das unabhängige Belgien zurück und arbeitete zunächst im Büro der provisorischen Regierung. Mit der Konstitution des ersten Parlaments wechselte er in das neugegründete belgische Finanzministerium in Brüssel.
Im Dezember 1831 heiratete er Clémence Boutez, die allerdings bereits nach einem Jahr Ehe verstarb.
Da dem naturverbundenen van Houtte die trockene und theoretische Beamtentätigkeit nicht lag, bat er am 1. Februar 1833 um eine unbefristete Beurlaubung vom Dienst im Ministerium, die ihm auch gewährt wurde, was einer ehrenhaften Entlassung gleichkam. Er hatte sich schon seit seiner Jugend für den Gartenbau und die Botanik interessiert und glaubte, darin seine Berufung zu finden. Nach seiner Entlassung aus dem Staatsdienst suchte er deshalb Kontakt zu Joseph Julien Ghislain Parmentier (1782–1847) aus Enghien, einem der führenden belgischen Botaniker, dessen umfangreiche Sukkulentensammlung er oft für Studienzwecke aufsuchte, sowie mit dem Pflanzensammler und Diplomaten Édouard Parthon de Von (1788–1877) aus Antwerpen. Die Ergebnisse seiner Studien veröffentlichte er regelmäßig in der Zeitschrift L’Émancipation. Da die Beiträge sehr positiv aufgenommen wurden, gründete er im November 1833 zusammen mit dem Botaniker Charles Morren (1807–1858) die monatlich erscheinende Zeitschrift L’Horticulteur Belge. Es handelte sich dabei um die erste Zeitschrift, die sich mit dem belgischen Gartenbau beschäftigte. Sie erschien von 1833 bis 1838; insgesamt wurden darin 119 handkolorierte botanische Abbildungen in Form von Kupferstichen und Lithographien veröffentlicht.
Van Houtte eröffnete in Brüssel eine Samen- und Blumenhandlung, in der er auch mit Blumenzwiebeln und Gartenwerkzeugen handelte.

## Expedition nach Brasilien

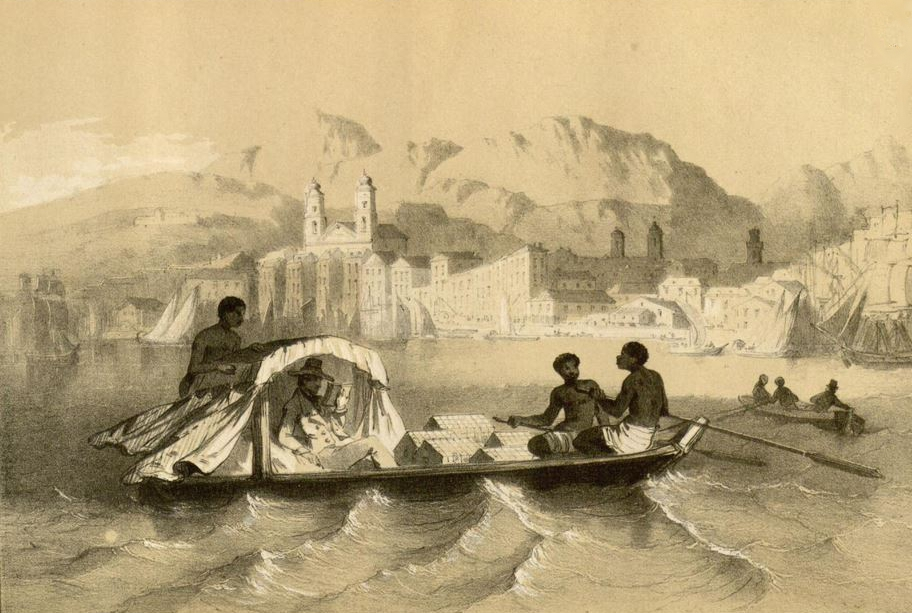
Louis van Houtte in Brasilien

Van Houtte, der über den Verlust seiner Frau nur schwer hinwegkam, entschloss sich, im Auftrag des Pflanzensammlers Édouard Parthon De Von nach Brasilien zu reisen, um dort exotische Pflanzen zu sammeln. Da er nicht auf eine einzige Finanzierung angewiesen sein wollte, bemühte er sich um weitere Auftraggeber. Schließlich erhielt er durch den belgischen König Leopold I. den Auftrag, in Brasilien Orchideen und andere exotische Pflanzen zu sammeln. Außerdem sollte er für den Botanischen Garten in Brüssel Pflanzen und Samen sowie für im Auftrag der belgischen Regierung Insekten und weitere Naturalien für das Museum in Brüssel sammeln.
Er verließ Belgien am 5. Januar 1834, um mit einem Handelsschiff nach Rio de Janeiro zu segeln, aber aufgrund von schlechten Wetterverhältnissen musste das Schiff unterwegs mehrmals für mehrere Tage vor Anker gehen. Einen längeren Zwischenstopp auf der kapverdischen Insel Maio nutzte er, um schon hier die Pflanzenwelt zu erkunden. Das Schiff erreichte Rio de Janeiro erst im Mai 1834. Da das Land kein ausgebautes Straßennetz hatte, musste er sich durch sehr unwegsames Gelände bewegen. Da er Schwierigkeiten beim Transport seiner umfangreichen Ausstattung hatte, engagierte er einen Einheimischen namens Domingo. Von Rio de Janeiro aus unternahm er zahlreiche Exkursionen; so bestieg er den Corcovado, verbrachte sieben Monate in der Provinz Minas Gerais und bereiste die Provinzen Serra dos Órgãos, Mato Grosso, Goyaz, São Paulo und Paraná. Von Brasilien aus unternahm er Reisen nach Guatemala und Honduras.
In Banda Oriental traf er den schottischen Pflanzensammler John Tweedie (1775–1862), mit dem er einige Zeit gemeinsam reiste.
Er war beim Sammeln von Pflanzen und Samen sehr erfolgreich und schickte mehrere Kisten mit Pflanzen an den Botanischen Garten in Brüssel, fand diese allerdings bei seiner Rückkehr noch unausgepackt in einem Vorratsraum lagernd vor. Insgesamt verbrachte van Houtte zwei Jahre in Brasilien. Nach der Rückkehr nach Belgien veröffentlichte er mehrere Reiseberichte über diese Zeit.
Van Houtte kehrte Anfang 1836 nach Brüssel zurück und heiratete im Juli des gleichen Jahres Wilhelmina Lefebvre (* 28. Februar 1810 in Maastricht, † 18. August 1881 in Gentbrugge). Mit ihr bekam er einen Sohn und zwei Töchter. Er trat eine Stelle als Direktor des Botanischen Gartens in Brüssel an. Der Botanische Garten befand sich allerdings in einem sehr vernachlässigten Zustand und van Houtte bemühte sich, die vielseitigen Pflanzensammlungen wieder zu ordnen und den Garten zu überarbeiten. Der Botanische Garten war zu diesem Zeitpunkt als Aktiengesellschaft organisiert und van Houtte stieß mit seinen Reformbemühungen beim Vorstand auf Widerstand. Deshalb gab er die Stelle 1838 nach nur zwei Jahren wieder auf.

## Die Gärtnerei Louis van Houtte

### Gründung

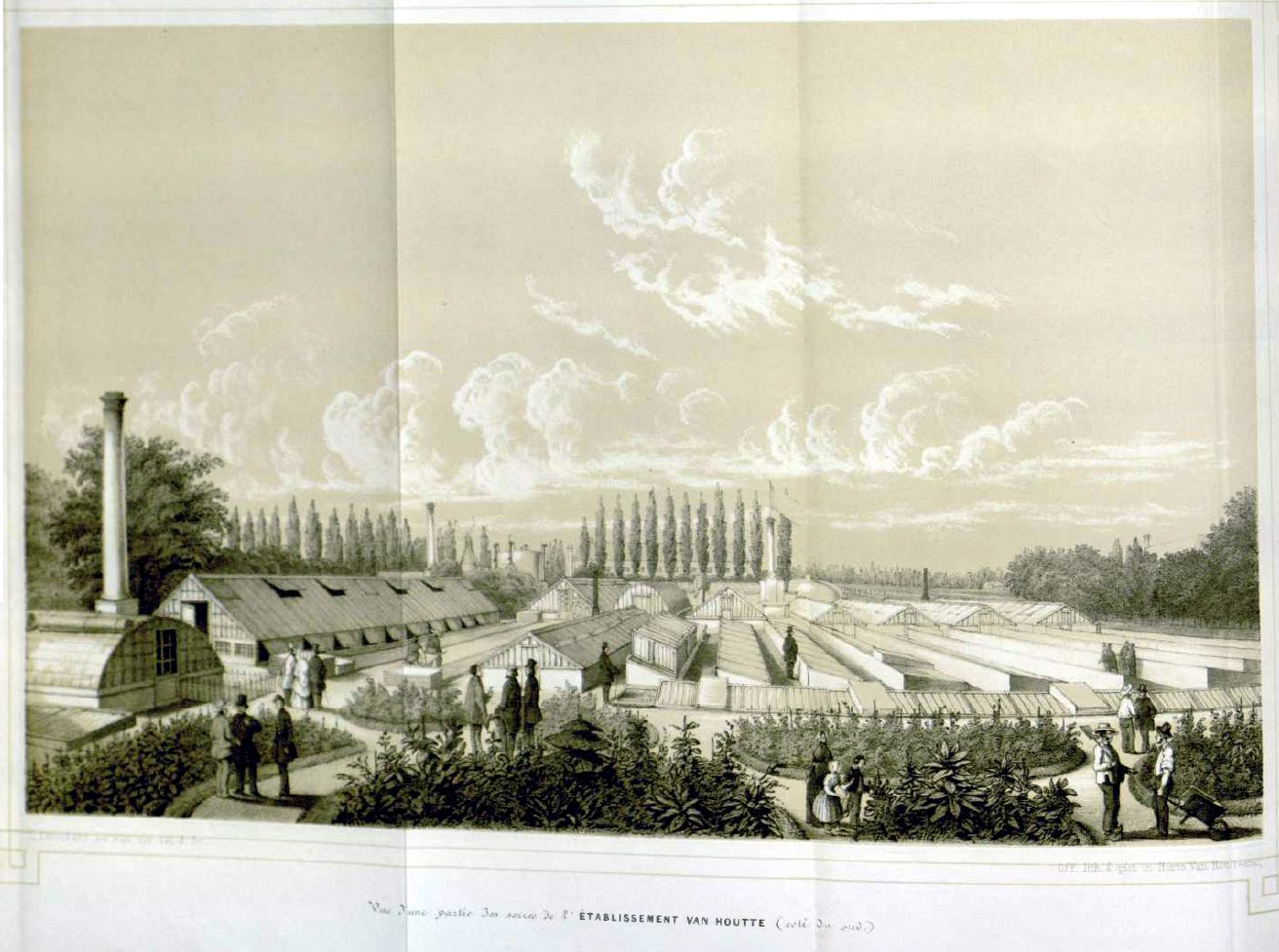
Die Gärtnerei van Houtte (um 1850)

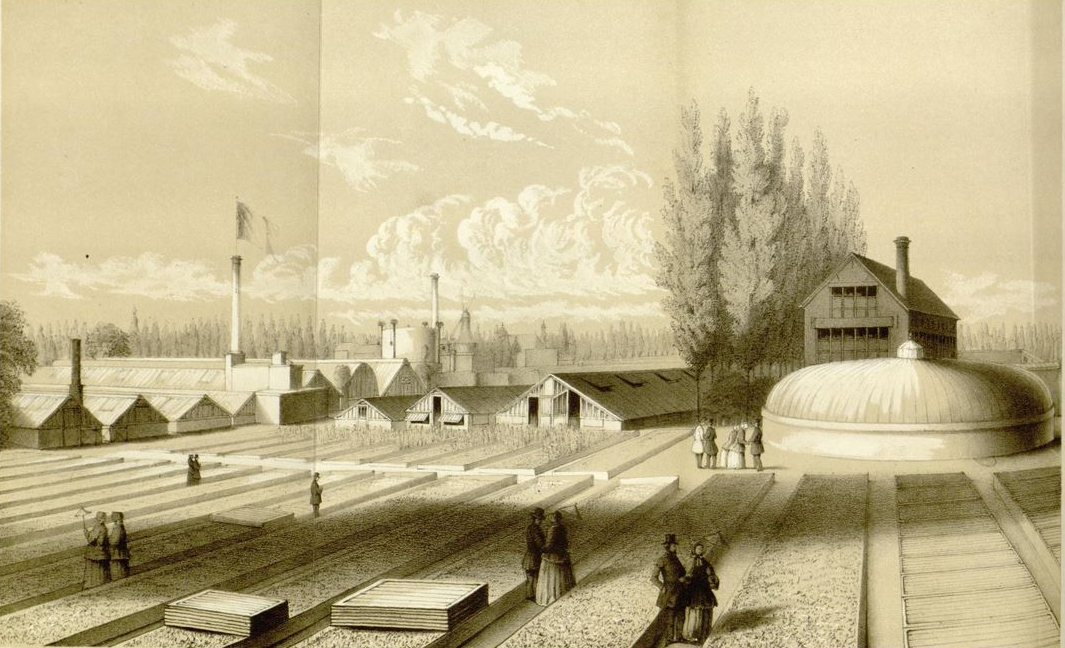
Ansicht der Gärtnerei mit dem Gewächshaus für die Victoria regia

Nach der Kündigung der Stelle als Direktor des Botanischen Gartens beschloss Louis van Houtte, eine Gärtnerei zu gründen, wobei er in Adolf Papeleu aus Gent, einem Blumenliebhaber, den er während der Zeit im Botanischen Garten kennengelernt hatte, einen Unterstützer fand. Papeleu bot an, das Unternehmen als Teilhaber mit Kapital auszustatten, und die beiden Männer planten zunächst, sich in einem Londoner Vorort zu etablieren. Allerdings war der Erwerb von Grundstücken durch Ausländer dort aufgrund zahlreicher bürokratischer Hürden fast nicht möglich, so dass sie, auch auf Rat von Lindley, der mit van Houtte eng befreundet war, das Vorhaben schließlich aufgaben. Sie beschlossen stattdessen, die Gärtnerei in Papeleus Heimatort Gent zu errichten.
Sie verhandelten mit dem Besitzer der zu diesem Zeitpunkt größten Gärtnerei in Gent, Alexander Verschaffelt (1801–1850), der ihnen einen Pachtvertrag für ein Gelände von etwa eineinhalb Hektar für 32 Jahre zur Pacht anbot. Der Vertrag sah am Ende der Laufzeit ein Vorkaufsrecht vor, das van Houtte 1872 ausübte und die Fläche kaufte. 1839 gründete er eine eigene Gärtnerei und Baumschule in Gent. Er erwarb dazu Land von Alexander Verschaffelt, der dort ebenfalls eine Gärtnerei betrieb. Die Gärtnerei eröffnete 1839; während van Houtte die Gärtnerei in Gentbrügge aufbaute, unternahm Adolf Papeleu Reisen nach Guatemala und auf die Sundainseln, um dort neue exotische Pflanzen zu sammeln, die dann in der Gärtnerei kultiviert und vermehrt wurden, um sie verkaufen zu können. Van Houtte strebte allerdings die geschäftliche Unabhängigkeit an, weshalb Papeleu und er sich bereits nach fünf Jahren im gegenseitigen Einvernehmen trennten.
Schon im ersten Jahr erschien eine Preisliste, die 22 Seiten umfasste. Mit der zunehmenden Anzahl der in der Gärtnerei kultivierten Pflanzen wurde die Liste immer umfangreicher. Da sie für viele Pflanzen auch sehr präzise botanische Beschreibungen und Hinweise zu ihrer Kultur enthielt, war sie bei vielen Pflanzenliebhabern sehr begehrt und erreichte schließlich Auflagen von fast 100.000 Stück. Van Houttes botanische Fachkenntnisse, sein Geschäftssinn und auch seine Sprachbegabung führten zu großem wirtschaftlichem Erfolg. Seine Gärtnerei wurde zu einem „Mekka aller Gärtner und Gartenliebhaber“.
Van Houtte beschloss, außerdem eine Lehranstalt für Gärtner zu errichten, um qualifizierten Nachwuchs für den Gartenbau auszubilden. Er verhandelte über diese Idee mit dem Innenminister Charles Rogier, mit dem er seit seiner Tätigkeit für die belgische Übergangsverwaltung von 1830 bekannt war und der ihn in dem Vorhaben unterstützte. Später benannte van Houtte ihm zu Ehren das Genus Rogiera (Rubiaceae). Die Schule wurde am 30. April 1849 gegründet und wurde später dem Botanischen Garten Gent angegliedert.

### Pflanzenzüchtungen und -kulturen

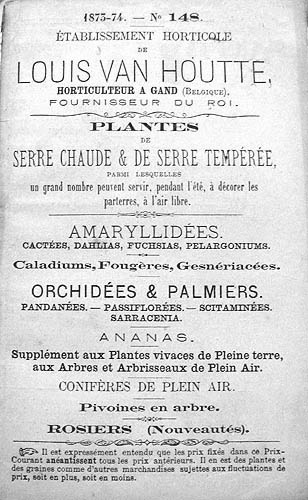
Pflanzenverzeichnis der Gärtnerei van Houtte, Nr. 148, 1873/74

Van Houtte beschäftigte sich vor allem mit der Züchtung von Hybriden, um die Eigenschaften der Pflanzen zu optimieren und um neue, interessante Formen zu erzielen. Ein besonderes Interesse galt der Züchtung von Pantoffelblumen (Calceolarien), bei denen ihm die Kultur von sogenannten krautigen Pantoffelblumen gelang, sowie von Zwiebelpflanzen. 1837 gelang ihm die Kreuzung zwischen den Gladiolen G. natalensis × G. oppositiflorus, woraus die Hybride Gladiolus × gandavensis entstand. Diese war eine wichtige Grundlage für die Züchtung moderner Gladiolenhybriden.
Neben eigenen Züchtungen bot van Houtte auch in verschiedenen Ländern durch von ihm beauftragte Pflanzensammler gesammelte und dann in der Gärtnerei in Kultur genommene Pflanzen zum Verkauf an. Józef Warszewicz, der spätere Direktor des Botanischen Gartens in Krakau, reiste in seinem Auftrag nach Venezuela, Honduras und in die belgische Kolonie Guatemala, wo er sich für eine Zeit als selbstständiger Pflanzensammler niederließ. Hermann Aribert Heinrich Kegel (1819–1856) bereiste die drei Guyanas und Kuba und Karl Pabst (1826–1863) die Kapverdischen Inseln und die brasilianischen Provinzen, die van Houtte bei seiner eigenen Reise nicht hatte erkunden können. Wilhelm Ackermann bereiste für die Gärtnerei van Houttes das tropische Afrika, die angolanische Küste und die Insel São Tomé.
Die Gärtnerei von Houtte war außerdem bekannt für die Kultur und die Züchtung von Orchideen, Amaryllis, Gesneriaceen, Begonien und Azaleen. Ab den 1860er Jahren widmete er sich auch intensiv der Vermehrung und Vermarktung von Zwiebelblumen. Er stellte dafür extra einen Gärtner aus Haarlem an, das bis dahin als europäisches Zentrum der Blumenzwiebelkultur galt.

### Wasserpflanzenkultur

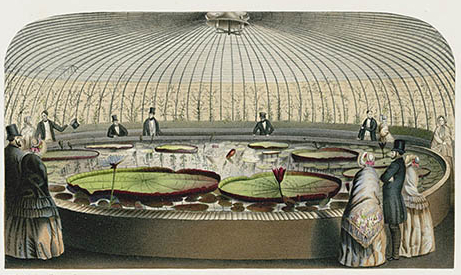
Victoria regia in dem eigens für sie errichteten Gewächshaus

Bekannt war van Houttes Gärtnerei unter anderem für die Kultur von Wasserpflanzen, vor allem Seerosen. Nachdem es zuerst in England gelungen war, die neu nach Europa eingeführte Amazonas-Riesenseerose (Victoria regia) zur Blüte zu bringen, setzte van Houtte alles daran, die erste Gärtnerei zu sein, der dies auf dem europäischen Kontinent gelang. Er engagierte dafür eigens den Gärtner Eduard Ortgies, der zuvor die Kultur der Victoria-Seerose in Chatsworth betreut hatte, und ließ nach dessen Anweisungen ein Glashaus mit einem Wasserbassin bauen.

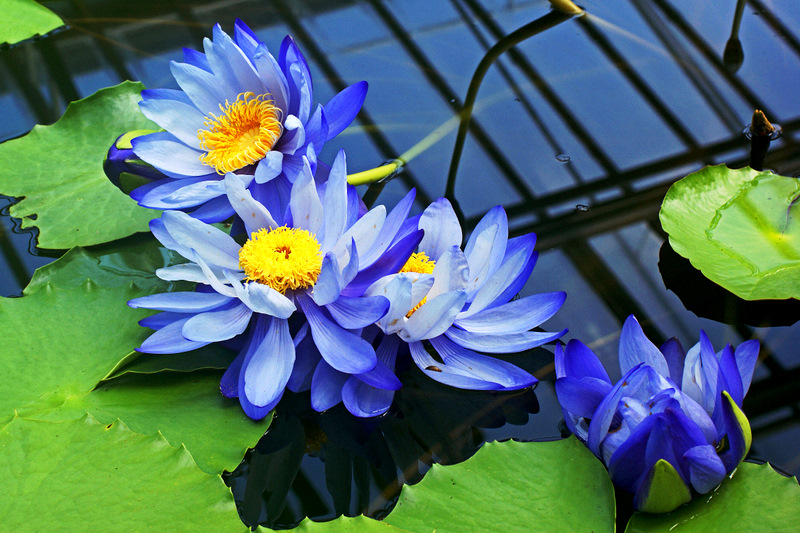
Die blaublühende Seerose Nymphaea gigantea

Nachdem ihm dies gelungen war, begann ein neuer Wettstreit unter den europäischen Gärtnern, wer die blaue Riesenseerose Nymphaea gigantea zuerst zum Blühen bringen konnte. Die Pflanze war von John Carne Bidwill (1815–1853) in Neuholland entdeckt worden, der Samen, Blätter und Blüten an den englischen Botaniker William Jackson Hooker schickte. Diesem gelang es zwar, die Pflanze anhand des Materials botanisch einzuordnen, allerdings waren die übersandten Samen nicht mehr keimfähig. Bidwill schickte daraufhin im folgenden Jahr einige Wurzelstöcke statt Samen nach England, die zu hohen Preisen an die Gärtnereien von Chatsworth House, Syon House, Fallings Park, Regent’s Park sowie die Gärtnerei van Houtte verkauft wurden. Von diesen gelang es van Houtte als erstem, die Pflanze zum Blühen zu bringen; am 1. Oktober 1853 öffnete sich die erste Blüte eines Ablegers der Originalknolle.

### Die Gärtnerei nach Louis van Houttes Tod
Louis van Houtte starb am 9. Mai 1876 in Gentbrugge. Er wurde am 12. Mai begraben. An der Beerdigung nahmen fast 2000 Menschen teil; an seinem Grab hielten Charles de Kerchove de Denterghem im Namen der Königlichen Gesellschaft für Landwirtschaft und Botanik von Gent, Eduard Pynaert, der Direktor der durch van Houtte gegründeten staatlichen Gärtnerlehranstalt, Ch. de Guchteneëre, der Bürgermeister von Gentbrugge, sowie Eduard Morren und August van Geert Grabreden.
Zunächst übernahm seine Frau Wilhelmine van Houtte die Leitung der Gärtnerei. Diese starb 5 Jahre später am 18. August 1881 in Gentbrugge. Nach dem Tod der Mutter übernahmen zunächst die Kinder gemeinsam das Unternehmen. 1889 wurde die Firma in Societe Anonyme Horticole Louis Van Houtte, Pere. umbenannt. 1894 wurden die Kinder van Houttes, Leonie und Louis fils, von den neuen Besitzern entlassen, einem Konsortium aus privaten Investoren. Nach der Krise der dreißiger Jahre und dem Zweiten Weltkrieg, beschlossen diese, die alten Räumlichkeiten zu verkaufen. Im Jahre 1951 kaufte die Stadt die Anlage in Gentbrugge und gliederte sie in den städtischen Grün-Service ein. So verschwand nach 112 Jahre der Name Van Houtte aus dem Gartenbau in Gent. Vier Jahre später zog die Familie wieder weitgehend zu Gunsten der einem Konsortium von privaten Investoren. Louis van Houttes Sohn Louis Aimé Van Houtte war Sekretär der Gesellschaft, Albert Van Bockxstaele, der bereits seit 1880 Leiter der Verwaltung in der Gärtnerei tätig war, wurde als Geschäftsführer des Unternehmens eingesetzt.
Im Ersten Weltkrieg lag die Gärtnerei zeitweise in einer Kampfzone; in dieser Zeit gingen wichtige Pflanzensammlungen aufgrund von Zerstörungen und der fehlenden Möglichkeit, die Gewächshäuser zu beheizen, verloren. Noch zwischen den Weltkriegen genoss die Gärtnerei weiterhin Weltruf. Die Weltwirtschaftskrise und der Zweite Weltkrieg trafen das Unternehmen jedoch schwer. 1951 wurde das Gelände und die Gebäude schließlich an die Stadt Gent verkauft, die hier den städtischen Bauhof unterbrachte. Damit erlosch nach 112 Jahres das Unternehmen van Houtte.

## Ehrenamtliches Engagement
Van Houtte war 21 Jahre lang der Bürgermeister seines Wohnortes Gentbrugge. In seiner Amtszeit gründete er zwei Schulen und ließ eine Kirche bauen. Außerdem sorgte er für den Ausbau des Straßennetzes, um eine bessere Anbindung des kleinen Ortes Gentbrugge an das nahe Gent zu gewährleisten.

## ZeitschriftFlore des serres et des jardins de l’Europe

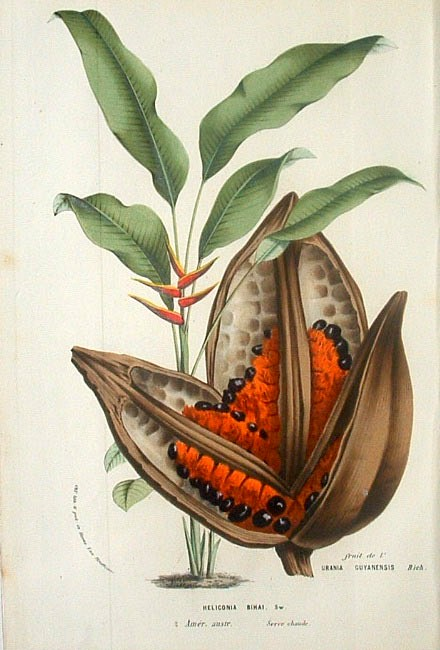
Illustration zu Heliconia bihai und Urania guyanensis aus der Flore des serres et des jardins de l’Europe

1845 gründete van Houtte die botanische Zeitschrift Flore des serres et des jardins de l’Europe (Flora der Gewächshäuser und Gärten in Europs). Die erste Ausgabe erschien im April 1845. Der erste Jahrgang erschien in den drei Sprachen Französisch, Englisch und Deutsch, ab dem zweiten Jahrgang wurde die Zeitschrift nur noch in Französisch herausgegeben.
Neben van Houtte arbeiteten auch Charles Lemaire und Michael Scheidweiler in der Redaktion der Zeitschrift. Neben dem hohen wissenschaftlichen Anspruch der veröffentlichten Pflanzenbeschreibungen begründeten vor allem hand-kolorierte botanische Abbildungen ihren herausragenden internationalen Ruf. Auf dem Gelände der Baumschule hatte van Houtte ein eigenes Ateliergebäude, in dem zeitweise bis zu 100 Angestellte, darunter botanische Zeichner, Lithographen und Drucker die Illustrationen erstellten. Abgebildet wurden vor allem neu nach Europa eingeführte Zierpflanzen, Neuzüchtungen und botanische Kuriositäten. Van Houtte bot die meisten der vorgestellten Pflanzen in seiner Gärtnerei zum Verkauf an, so dass die Zeitschrift gleichzeitig als Katalog diente, der die mehrmals jährlich herausgegebenen Preisverzeichnisse ergänzte.
Da die fachliche Redaktion aber mit enormer Arbeit verbunden war, fehlte van Houtte mit dem zunehmenden Umfang seine Gärtnerei die Zeit, so dass die Zeitschrift ab 1850 in unregelmäßigeren Abständen und mit einer unterschiedlichen Anzahl von Ausgaben pro Jahr erschien. Auch nach van Houttes Tod wurde Flore des serres et des jardins de l’Europe bis 1883 fortgesetzt und umfasste insgesamt 23 Jahrgänge.

## Ehrungen

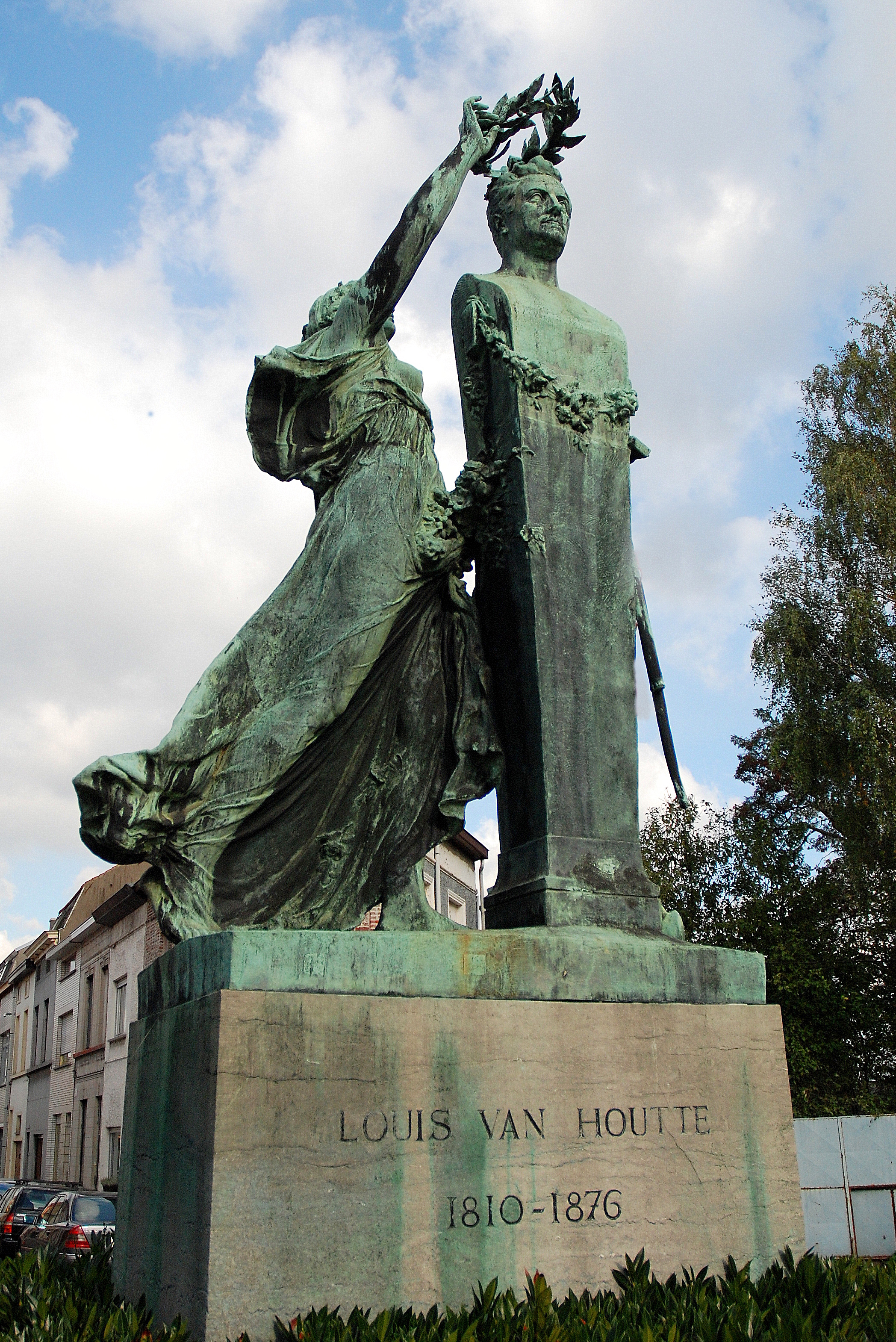
Denkmal von Paul De Vigne für Louis Van Houtte in Gentbrugge

### Verdienstorden
Für seine Verdienste für die Botanik und den Gartenbau wurde van Houtte mit folgenden Orden ausgezeichnet:
- Kommandeur des Ordens Karls III. (Real y Distinguida Orden Española de Carlos III.) (Spanien)
- Ritter des Königlichen Leopoldsorden (Belgien)
- Ritter des Ordens der Heiligen Anna (Russland)
- Ritter des Ordens der Rose (Brasilien)
- Ritter des Christusordens (Portugal)

### Dedikationsnamen und Pflanzenzüchtungen
- Alphonse Pyrame de Candolle widmete van Houtte die Gattung Houttea (Gesneriaceae)[2] Sein ehemaliger Mitarbeiter Charles Lemaire benannte die Pflanzengattung Vanhouttea aus der Familie der Gesneriengewächse (Gesneriaceae) nach ihm.[11] Decaisne benannte die ursprünglich als benannte Art Gesnera pardina in Houttea pardina um. Die Palmenart Nephrosperma van-houtteanum ist ebenfalls zu Ehren von van Houtte benannt.
- Der französische Rosenzüchter D. Granger benannte 1863 eine rosa-blühende Remontant-Rose nach Louis van Houtte. Mit der roten Remontant-Rose Louis van Houtte (II) des Züchters François Lacharme (1817–1887) wurde 1869 eine weitere Rosensorte van Houtte zu Ehren benannt.[12]

### Sonstige Ehrungen
- Nach van Houttes Tod wurde auf Initiative der Genter Gärtnereien sein Denkmal für diesen gestiftet. 1876 riefen Eduard Regel und der Ferdinand Enke Verlag zu Spenden für dessen Finanzierung auf.[13]
- An seinem 100. Geburtstag wurde in Gentbrugge ein Ehrenumzug zu seinem Gedenken veranstaltet.
- Die Stadt Gent widmete van Houtte im Sommer 2010 eine Ausstellung mit dem Titel Louis Van Houtte - De Gentse tuinbouwprins uit de negentiende eeuw (Louis Van Houtte – Die Genter Gartenbauprinz des 19. Jahrhunderts).[9]